# 이정열 (1981년)
이정열 (李正烈, 1981년 8월 16일, 서울특별시)은 대한민국의 전 축구 선수로서 포지션은 센터백였다.

## 개요
서울특별시 출생으로 용문고등학교, 숭실대학교를 졸업하였다. 와일드한 수비와 강한 대인마크를 보여주며, 이름이 '정열'인 것에 착안하여 '정열적인 수비수'라는 별명이 붙었다.

## 클럽 경력
2004년 FC 서울에 입단하였으나, 2005년 부상을 입어 재활치료를 받다가 2007년 복귀하였다. 2008년 김태진과 함께 데얀 다먀노비치와의 맞트레이드로 인천 유나이티드로 옮겼지만, 그 해 도재준과의 맞트레이드로 성남 일화 천마로 다시 이적하였다.
2009년 전남 드래곤즈로 이적하여 한 시즌 간 활약하였으며 2010년 다시 친정팀인 FC 서울로 이적하였다.
2012년 여름 이적시장에서 대전 시티즌으로 이적하였다.

## 국가대표팀 경력
2003년 올림픽 대표팀에 선발되어 7월 14일 대구에서 열린 PSV 에인트호번과의 친선경기에 처음 출전하였고, 2004년 4월 6일 이라크 올림픽 대표팀과의 친선경기에서 정식으로 데뷔하였다. 2004년 하계 올림픽에 최종 엔트리에 포함되었지만 본선 경기에서 기용되지는 않았다.

## 경력 목록

### 클럽 경력
- 2004년 ~ 2007년  FC 서울
- 2008년  인천 유나이티드
- 2008년  성남 일화 천마
- 2009년  전남 드래곤즈
- 2010년 ~ 2012년  FC 서울
- 2012년 ~ 2013년  대전 시티즌

## 수상 내역

### 클럽

#### FC 서울
- K리그 우승 1회 (2010년)
- K리그컵 우승 1회 (2006년)